# Aethionectes irroratus
Aethionectes irroratus là một loài bọ cánh cứng trong họ Bọ nước. Loài này được Guignot miêu tả khoa học năm 1952.